# Натаць-Велика
Натаць-Велика (пол. Natać Wielka, нім. Groß Nattatsch) — село в Польщі, у гміні Нідзиця Нідзицького повіту Вармінсько-Мазурського воєводства.
Населення — 44 особи (2011).

## Демографія
Демографічна структура станом на 31 березня 2011 року:
|          | Загалом | Допрацездатний вік | Працездатний вік | Постпрацездатний вік |
| -------- | ------- | ------------------ | ---------------- | -------------------- |
| Чоловіки | 24      | 5                  | 17               | 2                    |
| Жінки    | 20      | 4                  | 10               | 6                    |
| Разом    | 44      | 9                  | 27               | 8                    |